# Aimé Millet
Aimé Millet, född den 28 september 1819 i Paris, död där den 14 januari 1891, var en fransk skulptör. Han var son till porträttmålaren Frédéric Millet. 
Millet, som var lärjunge till David d'Angers och arkitekten Viollet le Duc, ägnade sig i början även åt måleriet, men utan egentlig framgång. Så mycket mera bifall vann han genast genom sitt första plastiska arbete, Backantinna (1845), varpå följde Narcissus, Ariadne (1857, köptes till Luxembourgmuseet), Mercurius, Den borgerliga rättvisan, en kolossal Apollongrupp för operan i Paris, Vercingetorix (driven i koppar), Kassandra och Minerva (har funnits i Luxembourg) samt Chateaubriands staty i Saint-Malo (1875).